# Nöje

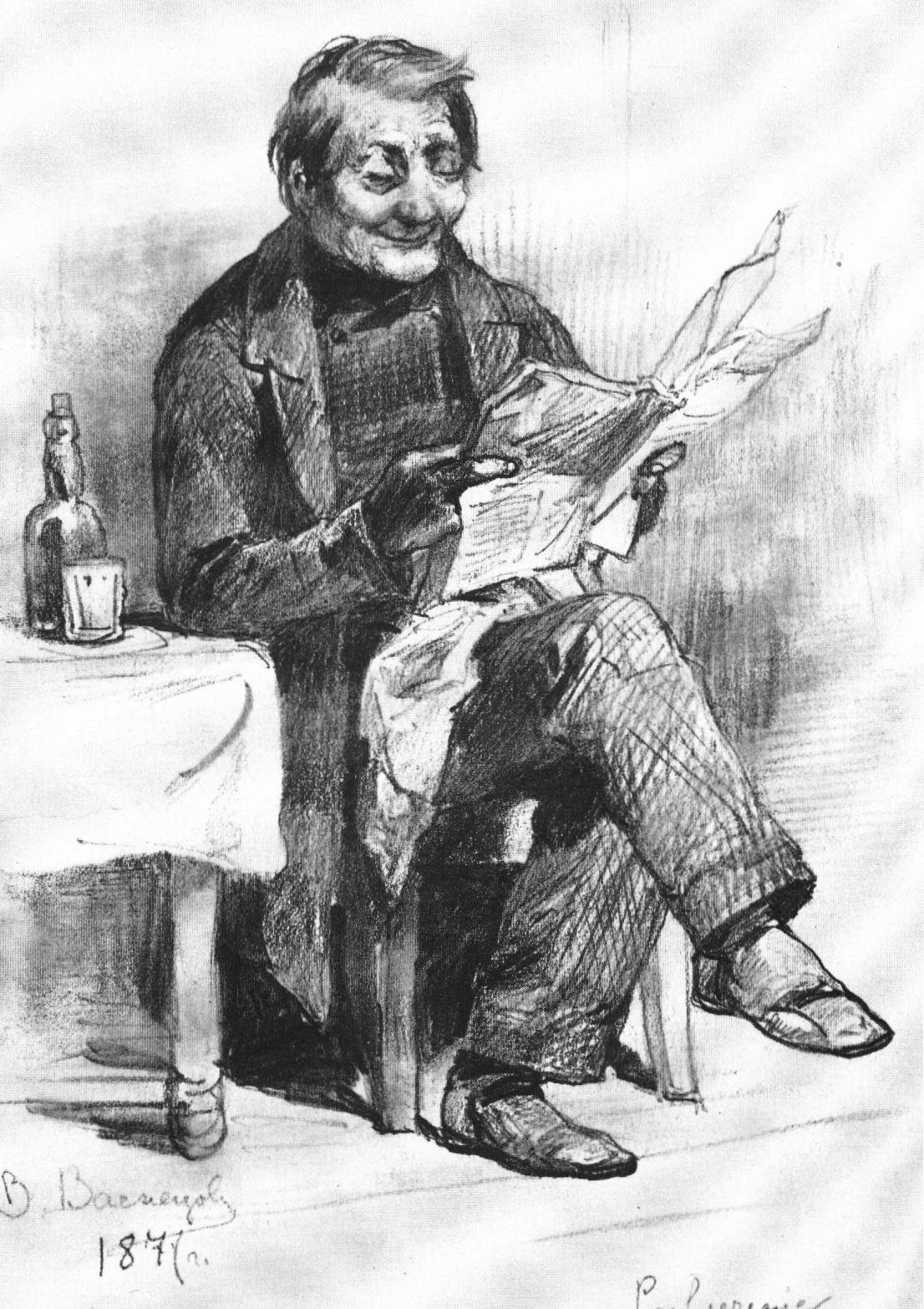
Nöje, av Viktor Vasnetsov.

Nöje är ett tillstånd då man upplever roliga och vanligen underhållande händelser och situationer och kopplas samman med njutning, lycka och skratt. Nöje kan också upplevas genom hågkomsten av händelser och situationer som gav upphov till nöje i det förflutna.
Människors typiska uppvisande av att de upplever nöje sker genom skratt och leende. För de flesta människor kan vid någon tidpunkt situationer eller händelser som annars skulle upplevas som ett nöje upplevas på ett annat sätt, på grund av flera orsaker, som en persons sinnesstämning. Personer med vissa funktionshinder kan ibland verka uppleva nöje utan en uppenbar orsak eller anledning.

## Nöje hos icke-mänskliga djur

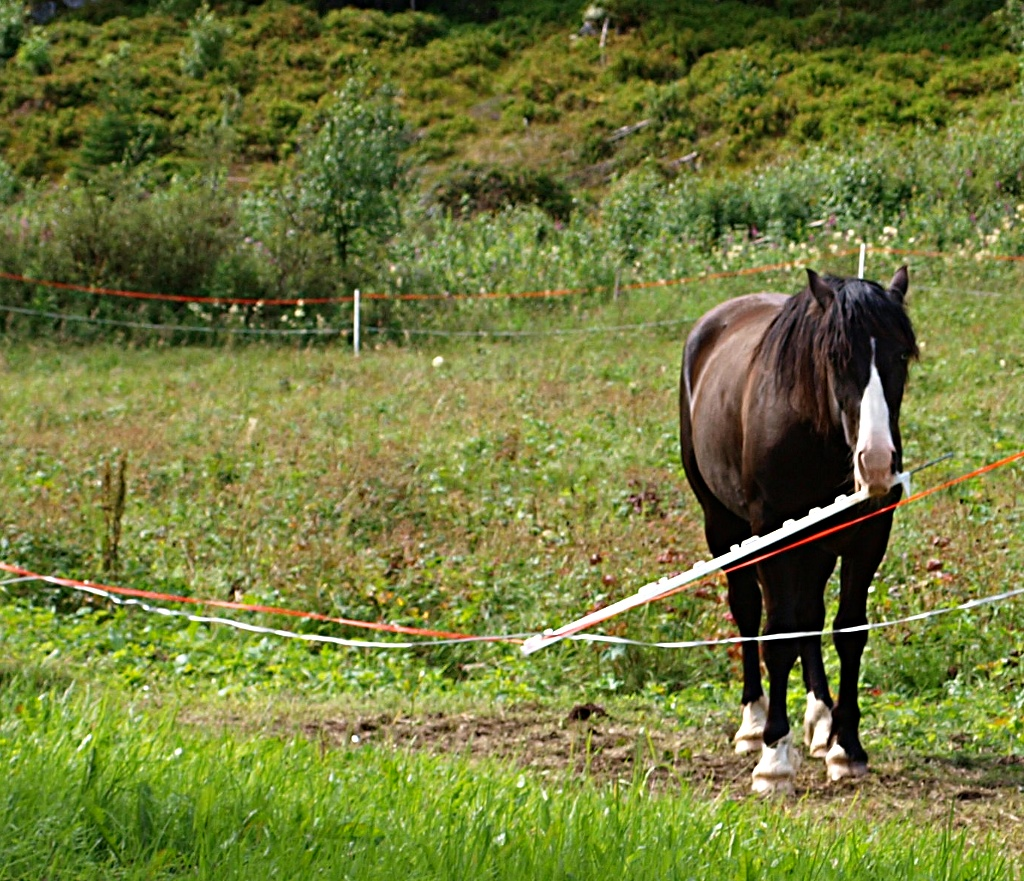
Häst och elstängsel

Även om vissa djur kan uppfattas som att de upplever nöje, kan detta helt enkelt handla om antropomorfism. Tolkningar av "nöje" kan tillräknas djur som inte beter sig som förväntat, som då ett djur springer istället för går, eller blir mer alert. Andra djur som hundar kan vifta på svansen eller snurra runt, fåglar kan kvittra ljudligare eller oftare, medan tvättbjörnar eller björnar kan vara oberörda.
Det finns emellertid exempel på då djur påståtts "spelar andra djur eller människor spratt". Medan de kanske inte visar några yttre tecken på nöje, kan det verka som om det inte finns någon annan förklaring.